# LBE 123–129 (Zweitbesetzung)
Die normalspurigen Tenderlokomotiven LBE 123–129 waren Dampflokomotiven, die von der Lübeck-Büchener Eisenbahn (LBE) für den schweren Rangierdienst von LHB und Henschel angeschafft wurden. Mit der Verstaatlichung der Gesellschaft 1938 gelangten sie zur Deutschen Reichsbahn und wurden als 92 431–437 bezeichnet.
Nach dem Zweiten Weltkrieg verblieben vier Lokomotiven bei den Österreichischen Staatseisenbahnen (später ÖBB) und wurden als 692.431–434 bezeichnet.
Die anderen drei Lokomotiven verblieben als Lokomotiven 96–98 bei der Weimar-Berka-Blankenhainer Eisenbahn. Mit deren Verstaatlichung 1949 gelangten sie zur Deutschen Reichsbahn und erhielten die Betriebsnummern 92 6876–6878. Diese wurden bis Anfang der 1970er Jahre eingesetzt und dann ausgemustert. Es ist keine Maschine erhalten geblieben.

## Geschichte

### Lübeck-Büchener Eisenbahn 123–129
Ab Mitte der 1920er Jahre wurde bei der Lübeck-Büchener Eisenbahn die Beschaffung von Tenderlokomotiven für den Rangierdienst notwendig. Nachdem sie 1924 mit den Betriebsnummern 101–102 zwei dreifach gekuppelte Lokomotiven erhielt, beschaffte sie 1925 zunächst von LHB vier laufachslose Vierkuppler, die nach dem Heißdampfverfahren arbeiteten, und gab ihnen die Betriebsnummern 123–126.
Die Lokomotiven waren im Bahnbetriebswerk Lübeck beheimatet und waren in Lübeck sowie im Rangierbahnhof Lübeck-Moisling im Einsatz. Da sie sich sehr gut bewährten, folgten 1930 drei weitere Lokomotiven, von denen eine von LHB, die anderen beiden von Henschel beschafft wurden. Die Lokomotiven der zweiten Lieferung hatten einen größeren Kesseldruck, eine größere Rohrlänge und waren etwas leichter als die Vorgänger.

### Deutsche Reichsbahn 92 431–437
Mit der Verstaatlichung der Lübeck-Büchener Eisenbahn wurden die Loks von der Deutschen Reichsbahn als 92 431–437 übernommen. Sie waren jedoch nicht freizügig einsetzbar und konnten auf manchen Firmenanschlüssen auf Grund ihres hohen Achsdruckes nicht eingesetzt werden.

### ÖBB 692.431–434
Mitte Mai 1944 wurden die 92 431–434 nach Linz umbeheimatet und an die damaligen Hermann-Göring-Werke vermietet. Nach dem Zweiten Weltkrieg gab es jahrelange Verhandlungen über die Eigentumsverhältnisse. Die Österreichischen Staatseisenbahnen und auch die ÖBB betrachteten sie weiterhin als ihr Eigentum und gab ihnen die Baureihenbezeichnung 692.431–434. 1963 gab es eine gerichtliche Einigung, in deren Folge der Stahlkonzern den Kaufpreis bezahlen musste und Eigentümer der Lokomotiven wurde. Sie trugen niemals Werksemblem und eine eigene Betriebsnummer. Bereits 1962 war die 692.433 ausgemustert worden, die letzte Lokomotive wurde mit der 692.434 1973 ausgemustert.

### Weimar-Berka-Blankenhainer Eisenbahn 96–98
Die drei Lokomotiven der zweiten Lieferung wurden ab November 1944 zunächst mietweise bei der Buchenwaldbahn für die dortigen Rüstungsbetriebe eingesetzt. Anfang 1945 erwarb die Thüringische Eisenbahn-AG die Lokomotiven und vergab die Bezeichnung WBBE 96–98 als Betriebsnummern. Nach Kriegsende wurden sie zunächst mit diesen Betriebsnummern weitergeführt.

### Deutsche Reichsbahn 92 6876–6878

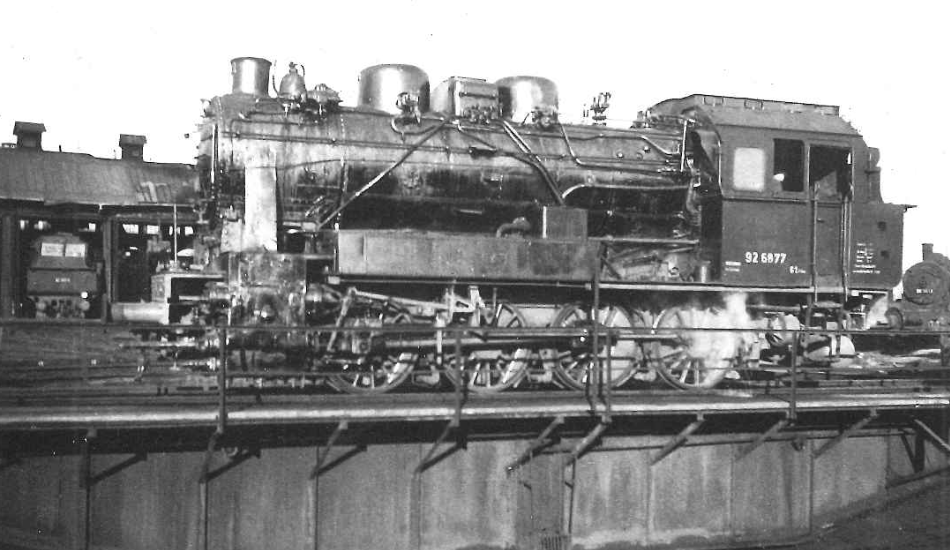
92 6877 bei der Deutschen Reichsbahn

Nach der Verstaatlichung der WBBE kamen die Lokomotiven zur Deutschen Reichsbahn und erhielten die Betriebsnummern 92 6876–6878. Die 92 6876 und 92 6878 waren 1950 in Weimar und die 92 6877 in Eisenach beheimatet.
1964 wurden die 92 6876 und die 92 6877 an das Kalikombinat Werra an den Standorten Merkers und Sollstedt verkauft. Die 92 6878 wurde 1965 an die Hafenbahn in Frankfurt (Oder) verkauft. Sie war die letzte Lokomotive, die aus dem Betriebsdienst ausschied und 1978 bei einem Schrotthandel in Torgelow zerlegt wurde.

## Konstruktion
Die sieben Lokomotiven besaßen Ähnlichkeiten mit den ELNA-Lokomotiven, entstanden jedoch nach dem Einheitsprogramm der Deutschen Reichsbahn.
Aus Gewichtsgründen besaßen sie einen genieteten Barrenrahmen, der an vier Punkten gegen das Laufwerk abgestützt war. Die Radsätze 1 bis 3 waren fest im Rahmen gelagert, die Spurkränze des zweiten Laufradsatzes waren um 15 mm geschwächt. Treibachse war die dritte Antriebsachse. Der vierte Radsatz war um 25 mm beidseitig seitenverschiebbar. Die unterhalb der Achslager liegenden Federn der Radsätze 1 und 2 sowie 3 und 4 waren durch Ausgleichshebel miteinander verbunden.
Die Innere Steuerung arbeitete mit Regelkolbenschieber. Die LBE 124 wurde versuchsweise mit einer Lentz-Ventilsteuerung ausgerüstet, die jedoch später in die Regelausführung zurückgebaut wurde.
Der Kessel bestand aus einem Schuss, er trug vorn den Speisedom, hinten den Dampfdom und dazwischen den viereckigen Sandkasten. Gesandet wurde der erste Radsatz von vorn und der dritte von hinten. Die Einkammerdruckluftbremse von Knorr bremste alle Räder von hinten ab. Für die Wasservorräte war nach Art der ELNA-Lokomotiven zwischen den Rahmenwangen ein Wasserkasten unter dem Kessel eingelassen, zusätzlich besaß die Lok noch flache seitliche Kästen. Die Kohlevorräte waren hinter dem Führerhaus gebunkert.
Die Druckluft für die indirekte Bremse wurde von einer Luftpumpe erzeugt, die auf der rechten Seite über dem Schieberkasten angeordnet war. Ursprünglich besaßen die Loks Petroleum-, erst nach dem Krieg erhielten sie eine elektrische Beleuchtung, der Turbogenerator war unterschiedlich platziert. Das Führerhaus war geräumig ausgeführt und entsprechend preußischer Normen.